# Piercing génital masculin
Un piercing génital masculin est un bijou, généralement métallique, perçant la chair du sexe masculin (pénis).
Dans les sociétés occidentales contemporaines, lors de son émergence, le phénomène du piercing génital a été exclusivement associé au milieu des hommes homosexuels.
Puis la pratique s'est diffusée dans d'autres milieux, et désormais des hommes et des femmes réalisent un piercing génital pour des raisons aussi bien esthétiques qu'érotiques,.

## Types et origines historiques

### L'apadravya
L'apadravya tirerait ses origines d'Inde. Il est mentionné dans le Kamasutra, comme un moyen de stimulation sexuelle de sa partenaire,.

### L'ampallang

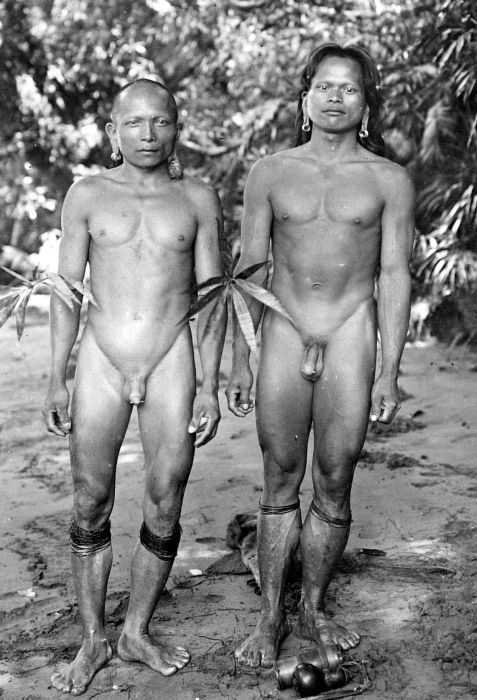
Deux Dayaks portant un piercing de type ampallang.

L'ampallang viendrait des tribus des Toraja de Célèbes , et des Dayak de Bornéo. Ce piercing leur servirait de rite d'initiation, de moyen de stimuler leur partenaire mais aussi d'éloigneur de mauvais esprits - le bijou utilisé étant considéré comme doté de pouvoirs surnaturels[réf. à confirmer]. Il est possible que cette pratique se soit développée pour imiter le pénis du rhinocéros, doté d'une sorte de traverse située quelques centimètres en arrière de l'extrémité de la verge.

## Légendes urbaines popularisées dans les années 1970

### Légendes
Plusieurs légendes circulent quant aux origines de certains piercings génitaux :
- Selon Fakir Musafar, le piercing Prince Albert aurait servi de ceinture de chasteté dans des tribus primitives, à cause de la grosseur du bijou qui empêchait ainsi tout rapport sexuel[10][réf. à confirmer] ;
- Le nom de ce piercing viendrait du nom du mari de la reine Victoria, Albert de Saxe-Cobourg-Gotha, qui lui-même en aurait arboré un[réf. à confirmer][10] ;
- Alors que la mode du XIXe siècle était aux pantalons moulants, George Brummell aurait été le premier à en avoir un pour masquer toute protubérance, en faisant passer une cordelette de l'anneau génital vers l'intérieur de la cuisse[réf. à confirmer][10].

### Origine de ces légendes
Les seules pratiques de piercing génital masculin dont on puisse trouver une trace concrète dans l'histoire sont le perçage du gland du pénis à l'aide d'un os, pratiqué par quelques tribus de Bornéo, et une référence à des bijoux génitaux (traversant probablement la chair) dans le Kâmasûtra. Il est question de piercings du mamelon dans des journaux intimes datant de l'époque victorienne, ce qui prouve qu'il ne s'agit pas d'une idée récemment née.
Mais la plupart des histoires concernant l'origine des piercings (par exemple, les légendes relatives au Prince Albert), ne sont que des légendes urbaines. Jim Ward, l'un des pierceurs qui popularisa le piercing génital vers la fin des années 1970, avec le financement de son ami Doug Molloy, révéla cela dans une interview. Molloy s'était dit que les piercings deviendraient plus intéressants s'ils possédaient une histoire. Il inventa alors une série de noms et d'origines, qui devinrent peu à peu considérés comme véridiques. Ward affirme avoir tenté d'effectuer des recherches sur le sujet après le décès de Molloy, mais n'avoir pu vérifier que l'origine de l'ampallang et de l'apadravya.

## Santé publique et prévention des risques

### Cicatrisation
Le temps de cicatrisation après un piercing génital varie entre douze semaines et neuf mois, selon le piercing et la personne piercée.
Les piercings génitaux, en particulier Prince Albert, Ampallang et Apadravya, saignent durant les deux jours qui suivent leur pose[réf. à confirmer].
Généralement, une activité sexuelle peut être reprise dès que le porteur du piercing s'en sent capable. Toutefois, il est très important de préserver une bonne hygiène et d’éviter toute blessure. Toute activité sexuelle doit être douce pendant la période de cicatrisation. Tant que la cicatrisation n'est pas terminée, le piercing génital constitue une plaie ouverte, propice aux infections et à la transmission de MST. Il faut donc utiliser une protection (préservatif, digue dentaire ou pansement étanche) pour se protéger des fluides corporels du partenaire, même dans une relation monogame. La lubrification doit être réalisée à l'aide d'un lubrifiant à base d'eau (et jamais de salive). En cas d'utilisation de sextoys, il faut également employer une protection mono-usage jetable[réf. à confirmer].
Il est recommandé de tremper le piercing dans de l'eau tiède (ou de la solution physiologique) avant l'activité sexuelle, pour enlever les petites croûtes (principalement pour des questions de confort). Après les relations, il faut effectuer un nouveau bain d'eau tiède[réf. à confirmer].

### Risques
- Tous les piercings (dont les génitaux) sont des actions potentiellement exposantes au VIH[13].
- 10 à 20 % des piercings se compliquent d'une infection locale. Parmi les bactéries en cause, les plus fréquentes sont le staphylocoque doré, le streptocoque du groupe A et le bacille pyocyanique[14].
- Le Prince Albert modifie souvent l'écoulement urinaire[15].
- Il existe aussi un risque de blesser son ou sa partenaire au cours des rapports sexuels avec certains piercings comme le Prince Albert ou le barbell.[réf. souhaitée]
- Certains piercings (tels que le Frenum et le Dydoe) risquent d'être arrachés par des frictions, et de déchirer la peau.[réf. souhaitée]

## Dans les sociétés occidentales contemporaines
Deux nouveaux piercings, l'Hafada et la Guiche, seraient apparus à la fin des années 1970 sur la côte ouest des États-Unis, dans le milieu gay BDSM[réf. à confirmer].

## Piercing génitaux masculins les plus courants

### Le Prince Albert
Lors de la réalisation d’un Prince Albert, on perce à droite ou à gauche du frein à l’aide d’une aiguille que l’on fait ressortir par l’urètre. On insère alors un anneau dans le trou ainsi formé à la base du gland. Il est considéré comme le piercing génital masculin le plus populaire[réf. à confirmer],. Sa cicatrisation dure entre 2 et 4 semaines.
Une variante du Prince Albert existe, nommée le Prince Albert inversé (ou reversed PA). Dans ce cas, le sexe est percé au-dessus du gland et non dessous. Le bijou traversera et sortira par l'urètre,.

### L'apadravya ou ampallang
Un piercing apadravya (parfois nommé apadavya ou apadavrya) consiste en une tige (barbell droit) qui traverse verticalement le gland du pénis, traversant également l'urètre. Sa cicatrisation dure entre 2 et 5 mois.
Son équivalent horizontal est l'ampallang (ou palang) . Ce piercing est connu pour provoquer des saignements, qui durent entre un et quatre jours. Sa cicatrisation dure entre 3 et 9 mois.
La combinaison des deux est appelée « croix magique ».

### Le dydoe
Un dydoe est un piercing réalisé sur les hommes circoncis, puisque le rebord de la base du gland est percé.
Le prépuce d'un homme non circoncis rend ce piercing compliqué à réaliser. Sa cicatrisation dure entre 6 et 8 semaines.

### Le frein (ou frenum)
Un frenum est un piercing situé sur la face antérieure du pénis (en position gynécologique) à travers le frein du prépuce anatomiquement appelé frenum ou frenulum. Une série de frenums parallèles est nommée frenum ladder.

### L'hafada
L'hafada est un piercing de surface, où la peau du scrotum est percée.

### La guiche
La guiche est un piercing situé sur le périnée, généralement dans la zone centrale, entre le scrotum et l'anus. Il peut également être placé latéralement, ou au niveau de l'anus.

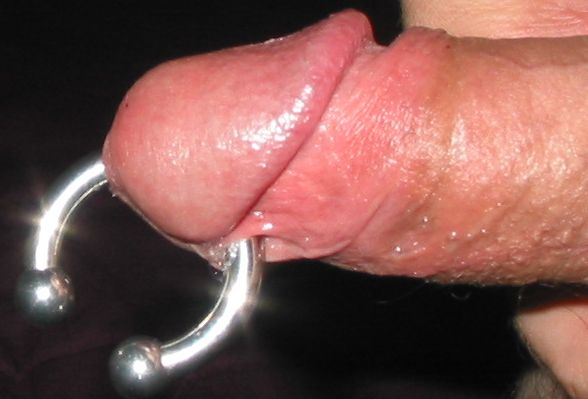
Prince Albert
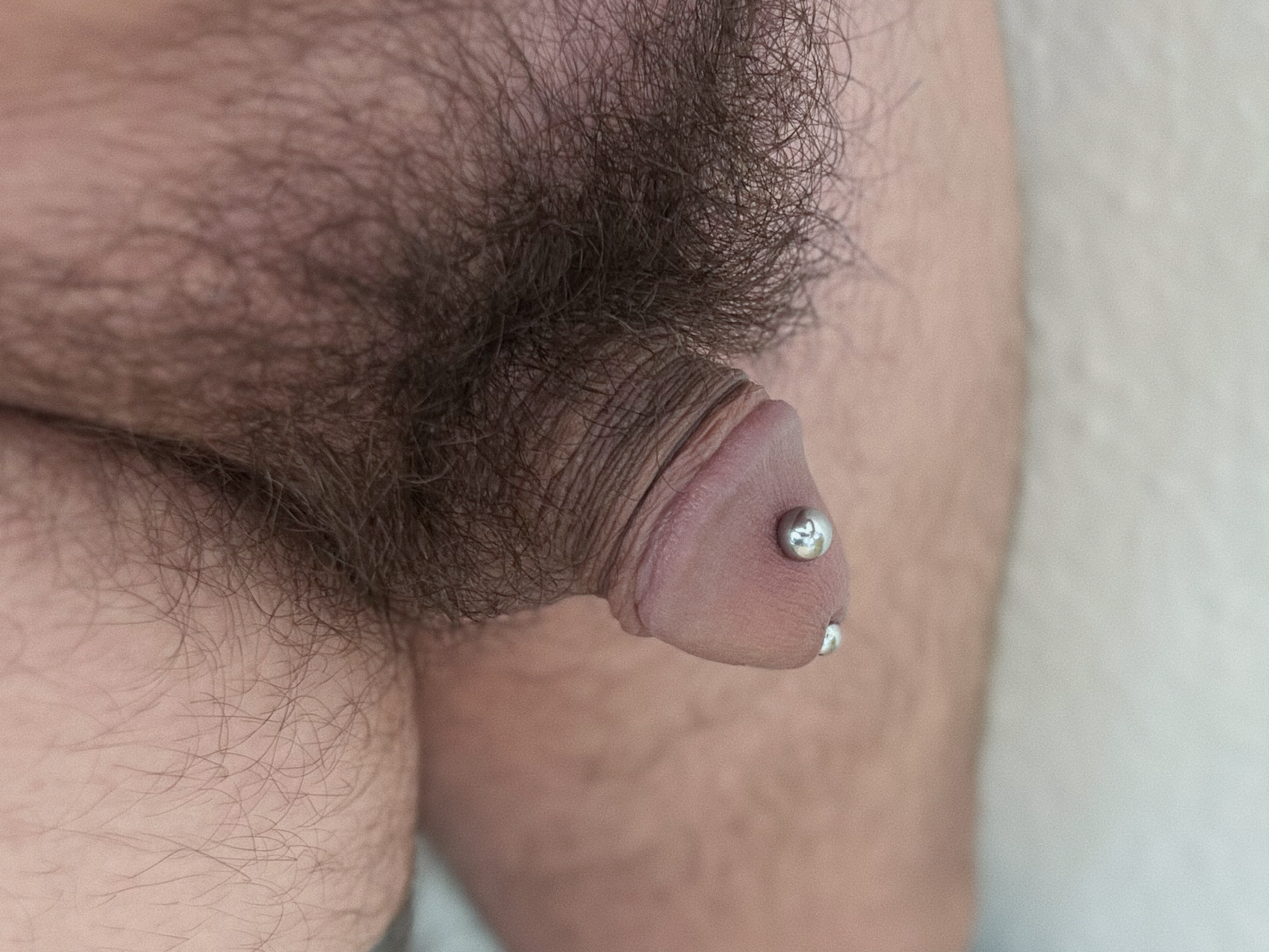
Prince Albert inversé
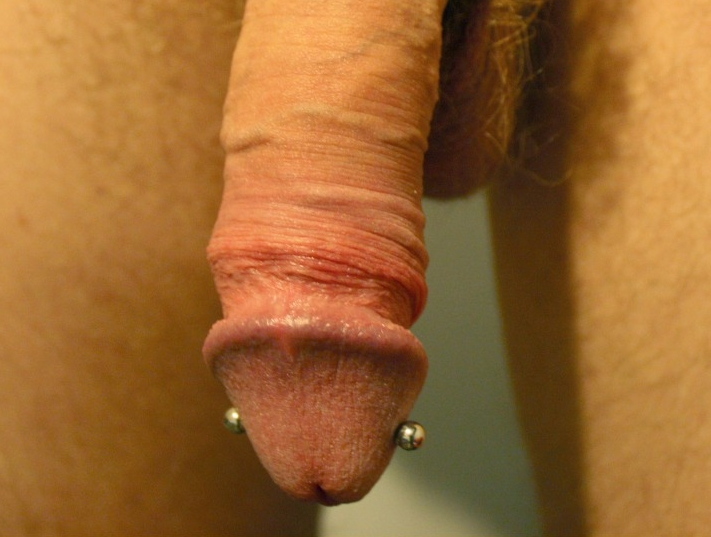
Ampallang
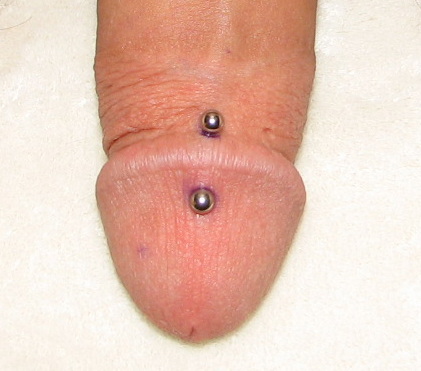
Dydoe
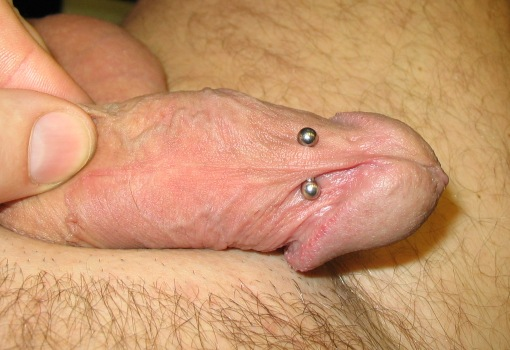
Frenum
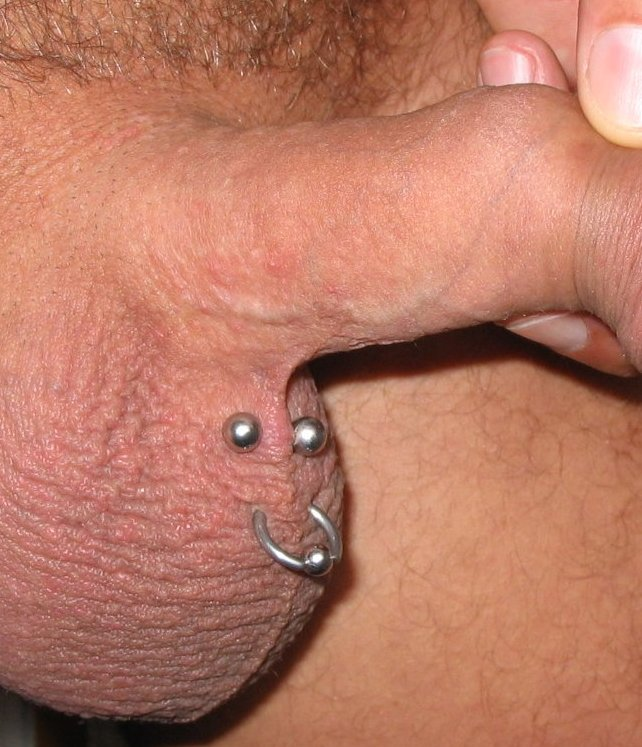
Hafada
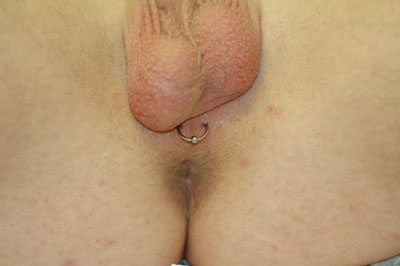
Guiche

## Bijoux

### Sceptre princier
Le sceptre princier est un accessoire prévu initialement pour s'adapter aux piercings. Le tube est creux et la bille terminale peut être retirée, ce qui permet au porteur d'uriner ou d'éjaculer sans devoir enlever son sceptre princier.